# Mario Salieri
Pour les articles homonymes, voir Salieri.
Mario Altieri dit Mario Salieri, né le 29 novembre 1957 à Naples, est un réalisateur et producteur italien de films pornographiques. Il est l'un des réalisateurs italiens les plus connus dans ce genre.

## Biographie
Mario Salieri commence sa carrière aux Pays-Bas dans les années 1990, à Amsterdam, plus tolérant à l'époque que l'Italie concernant la pornographie. Il y produit des films X pour le marché italien. Il fait tourner certaines stars de cette époque, comme sa compatriote Selen, Carole Tennessy ou encore Zara Whites. Il possède son propre studio de production, Salieri Productions. Sa femme, Nicky Ranieri, tourne dans les productions de son mari sous le nom de scène de Magdalena Lynn. Elle est par ailleurs réalisatrice de films pornographiques.
Son acteur fétiche est Roberto Malone, un compatriote, à qui il donne souvent le rôle principal.

## Récompenses
- 2006 : FICEB Award
- 2005 : Eroticline Awards
- 2000 : Venus Award
- 1999 : Venus Award

## Filmographie
- Orgies carcérales (2006) avec Carla Cox, Angel Dark, Jane Darling
- Airlines (2005) avec Alyson Ray, Lydia Saint Martin, Cynthia Lavigne
- Lolita Connection (2004) avec Katsuni, Adrianna Laurenti, Alexa May, Tera Bond
- Dolce vita, La (2003) avec Veronica Sinclair, Katsuni, Simony Diamond, Rita Faltoyano
- Faust (2002) avec Anna Nova, Katsuni, Rita Faltoyano
- Vi presento mia figlia (2002)
- Divina (2001)
- Casino (2001)
- Le monde pervers des miss, Mondo perverso delle miss, Il (2001) avec Monica Roccaforte
- Inferno (2000)
- Napoli (2000)
- Vi presento mia moglie (2000)
- Racconti immorali di Mario Salieri, I (1999)
- Stavros 2 (1999)
- Stavros (1999)
- Voyeurs (1999)
- Fuga dall'Albania (1998)
- Racconti dall'oltretomba (1998)
- Concetta Licata 1 (1994)
- Concetta Licata 2 (1996) Concetta contre la mafia
- Concetta Licata 3 (1997) La vengeance
- Usura (1997)
- Stupri Gallery (1996)
- C.K.P. (1995)
- Clinica della vergogna, La (1995)
- Eros e Tanatos (1995)
- Diritto d'autore (1994)
- Dracula (1994)
- Sceneggiata napoletana (1994)
- Scuole superiori (1994)
- Adolescenza perversa (1993)
- Condominio delle moglie, Il (1993)
- Mistero del convento (1993)
- Roman Orgies - Italian Perversions 2 (1993)
- Arabika (1992)
- Tutta una vita (1992)
- Weekend in Capri (1992)
- Discesa all'inferno (1991)
- Frissons italiens (1991)
- Napoli - Parigi, linea rovente 2 (1991)
- Napoli - Parigi, linea rovente 1 (1991)
- Potere (1991)
- Roma Connection (1991)
- Viaggio nel tempo - Roman Orgies - Italian Perversions 1 (1991)